# Federica Giudice
Federica Giudice (Taranto, 5 febbraio 2000) è una cestista italiana.

## Carriera
Alta 180 cm, gioca come ala nella Pallacanestro Femminile Umbertide. Esordisce in A1 il 9 ottobre 2016 nel match tra Pallacanestro Femminile Umbertide e Famila Schio, dove gioca per 5 minuti. Il 29 ottobre realizza il suo primo canestro in massima serie contro la Reyer Venezia al Palasport Taliercio.